# Coupe d'Union soviétique de football 1937
Navigation
Édition 1936 Édition 1938
La Coupe d'Union soviétique 1937 est la 2e édition de la Coupe d'Union soviétique de football. Elle se déroule entre le 23 mai et le 16 juillet 1937.
La finale se joue le 16 juillet 1937 au stade Dynamo de Moscou et voit la victoire du Dynamo Moscou face aux Géorgiens du Dinamo Tbilissi, le club moscovite remportant sa première coupe tandis que l'équipe tbilissienne échoue pour la deuxième fois de suite en finale.

## Format
Un total de 126 équipes prennent part à la compétition, incluant 49 des 56 équipes participants aux cinq premières divisions du championnat soviétique tandis que le reste se constitue de clubs évoluant au niveau local.
Le tournoi se déroule sur sept phases, allant du premier tour à la finale. Chaque confrontation prend la forme d'une rencontre unique jouée sur la pelouse d'une des deux équipes. En cas d'égalité à l'issue du temps réglementaire d'un match, une prolongation est jouée. Si celle-ci ne suffit pas à départager les deux équipes, le match est rejoué ultérieurement.

## Résultats

### Premier tour
Les rencontres de ce tour sont jouées entre le 23 et le 26 mai 1937.
| Date        | Locaux                         | Score    | Visiteurs                            |
| ----------- | ------------------------------ | -------- | ------------------------------------ |
| 23 mai 1937 | Spartak Kiev (D5)              | 7 - 3    | (A) Monolit Orekhovo-Zouïevo         |
| 23 mai 1937 | Lokomotiv Vologda (A)          | 1 - 10   | (D1) CDKA Moscou                     |
| 24 mai 1937 | Traktor Tcheliabinsk (A)       | 2 - 3 ap | (A) Dinamo Omsk                      |
| 24 mai 1937 | Traktor Kharkov (A)            | 1 - 0    | (D4) Bourevestnik Moscou             |
| 24 mai 1937 | Traktor Stalingrad (D4)        | 9 - 1    | (A) Dinamo Saratov                   |
| 24 mai 1937 | Torpedo Ijevsk (A)             | 2 - 1    | (A) Spartak Gorki                    |
| 24 mai 1937 | Temp Tcheboksary (A)           | 1 - 9    | (A) Dynamo-2 Moscou                  |
| 24 mai 1937 | Soudostroïtel Sormovo (A)      | 0 - 3    | (D1) Spartak Moscou                  |
| 24 mai 1937 | Soudostroïtel Sébastopol (A)   | 0 - 1    | (A) Zdorovié Kharkov                 |
| 24 mai 1937 | Soudostroïtel Nikolaïev (D5)   | 0 - 4    | (D1) Lokomotiv Moscou                |
| 24 mai 1937 | Stroïtel Erevan (A)            | 1 - 5    | (D2) Temp Bakou                      |
| 24 mai 1937 | Stal Dniepropetrovsk (A)       | 0 - 2    | (A) Energia Moscou                   |
| 24 mai 1937 | Spartak Saratov (A)            | 3 - 5 ap | (A) Spartak Kouïbychev               |
| 24 mai 1937 | Spartak Novossibirsk (A)       | 2 - 0    | (A) Metallourg Stalinsk              |
| 24 mai 1937 | Snaïper Kirov (A)              | 2 - 0    | (A) Zénith Ijevsk                    |
| 24 mai 1937 | Selmach Kharkov (D3)           | 1 - 0 ap | (A) Lokomotiv-2 Moscou               |
| 24 mai 1937 | Neftianik Bakou (D4)           | 1 - 0    | (D5) Dinamo Erevan                   |
| 24 mai 1937 | Metallourg Stalingrad (D5)     | 2 - 3 ap | (D2) Torpedo Moscou                  |
| 24 mai 1937 | Metallourg Magnitogorsk (A)    | 3 - 1    | (D5) Dinamo Tcheliabinsk             |
| 24 mai 1937 | Lokomotiv Iassinovataïa (A)    | 0 - 6    | (D3) Dinamo Dniepropetrovsk          |
| 24 mai 1937 | Lokomotiv Iaroslavl (A)        | 1 - 5    | (A) Krasnoïé Znamia Iegorievsk       |
| 24 mai 1937 | Lokomotiv Kharkov (A)          | 2 - 1    | (D4) Kirovets Léningrad              |
| 24 mai 1937 | Lokomotiv Tbilissi (D3)        | 4 - 1    | (D4) Dinamo Bakou                    |
| 24 mai 1937 | Lokomotiv Slaviansk (A)        | 0 - 6    | (D2) Dinamo Rostov                   |
| 24 mai 1937 | Lokomotiv Serpoukhov (A)       | 2 - 1    | (A) Krylia Sovetov Zaporojié         |
| 24 mai 1937 | Lokomotiv Dniepropetrovsk (D5) | 7 - 2    | (A) KIM Moscou                       |
| 24 mai 1937 | Krylia Sovetov Rybinsk (A)     | 1 - 9    | (D5) Spartak Ivanovo                 |
| 24 mai 1937 | Krylia Sovetov Moscou (D4)     | 3 - 0    | (D3) Lokomotiv Kiev                  |
| 24 mai 1937 | Krasnoïé Znamia Noguinsk (A)   | 4 - 3 ap | (A) Krasny Konditer Moscou           |
| 24 mai 1937 | Energia Novotcherkassk (A)     | 1 - 3    | (D3) Dinamo Kharkov                  |
| 24 mai 1937 | Avangard Léningrad (A)         | 3 - 3 ap | (A) Spartak Minsk                    |
| 26 mai 1937 | Avangard Léningrad (A)         | 1 - 3    | (A) Spartak Minsk                    |
| 24 mai 1937 | Zolotoprofsoïouz Tchita (D5)   | 3 - 2 ap | (A) Stroïtel Komsomolsk-sur-l'Amour  |
| 24 mai 1937 | Zénith Kouïbychev (A)          | 2 - 0    | (A) Spartak Kazan                    |
| 24 mai 1937 | Stal Konstantinovka (D4)       | 2 - 5    | (D1) Metallourg Moscou               |
| 24 mai 1937 | ZiS Léningrad (A)              | 2 - 5    | (A) Stalinets Kharkov                |
| 24 mai 1937 | ZiS Kramatorsk (A)             | 1 - 6    | (A) Spartak Dniepropetrovsk          |
| 24 mai 1937 | Stal Dniepropetrovsk (D4)      | 0 - 1    | (A) Pravda Moscou                    |
| 24 mai 1937 | ZiO Léningrad (A)              | 3 - 1    | (A) Dzerjinets Kolomna               |
| 24 mai 1937 | DKA Léningrad (A)              | 2 - 1    | (A) Krasnoïé Znamia Moscou           |
| 24 mai 1937 | Dinamo Stalinabad (A)          | 2 - 1    | (A) Spartak Tachkent                 |
| 24 mai 1937 | Dinamo Odessa (D3)             | 7 - 0    | (A) Krasnoïé Znamia Orekhovo-Zouïevo |
| 24 mai 1937 | Dinamo Minsk (D5)              | 1 - 4    | (D1) Dynamo Moscou                   |
| 24 mai 1937 | Dinamo Lioubertsy (A)          | 1 - 3    | (D4) Torpedo Gorki (ru)              |
| 24 mai 1937 | Dinamo Koursk (A)              | 2 - 6 ap | (D2) Stalinets Moscou                |
| 24 mai 1937 | Dinamo Koungour (A)            | 1 - 8    | (D1) Dinamo Léningrad                |
| 24 mai 1937 | Dinamo Krasnoïarsk (A)         | 4 - 2    | (D4) Krylia Sovetov Irkoutsk         |
| 24 mai 1937 | Dinamo Kirov (D5)              | 2 - 1    | (D4) Krylia Sovetov Gorki            |
| 24 mai 1937 | Dynamo Kiev (D1)               | 3 - 0    | (D4) DKA Smolensk                    |
| 24 mai 1937 | Dinamo Ivanovo (A)             | 0 - 4    | (A) Spartak-2 Moscou                 |
| 24 mai 1937 | Dinamo Gorki (D3)              | 5 - 1    | (A) Selmach Lioubertsy               |
| 24 mai 1937 | Dinamo Voronej (D5)            | 0 - 1 ap | (D3) Spartak Kharkov                 |
| 24 mai 1937 | Dinamo Batoumi (A)             | 2 - 0    | (A) Stroïteli Bakou                  |
| 24 mai 1937 | GOLIFK Léningrad (A)           | 7 - 2    | (A) Metallourg Elektrostal           |
| 24 mai 1937 | Avangard Votkinsk (A)          | 0 - 8    | (D2) Dinamo Kazan                    |
| 24 mai 1937 | Stalinets Léningrad (D2)       | 1 - 2    | (A) ZiO Kramatorsk                   |
| 24 mai 1937 | Dzerjinets Vorochilovgrad (A)  | 4 - 2    | (D1) Krasnaïa Zaria Léningrad        |
| 24 mai 1937 | Zénith Taganrog (A)            | 1 - 9    | (D1) Dinamo Tbilissi                 |
| 25 mai 1937 | Stakhanovets Stalino (D3)      | 1 - 2    | (D2) Spartak Léningrad               |
| 25 mai 1937 | Lokomotiv Bakou (D5)           | 4 - 0    | (A) DKA Achkhabad                    |
| 26 mai 1937 | Dinamo Irkoutsk (A)            | 0 - 2    | (A) Dinamo Novossibirsk              |
| 26 mai 1937 | Dinamo Bolchevo (A)            | 2 - 1    | (A) Bourevesnik Rostov               |

### Deuxième tour
Les rencontres de ce tour sont jouées entre le 29 mai et le 3 juin 1937.
| Date          | Locaux                         | Score    | Visiteurs                   |
| ------------- | ------------------------------ | -------- | --------------------------- |
| 29 mai 1937   | Spartak Léningrad (D2)         | 5 - 0    | (A) Pravda Moscou           |
| 30 mai 1937   | CDKA Moscou (D1)               | 5 - 0    | (A) Torpedo Ijevsk          |
| 30 mai 1937   | Torpedo Gorki (ru) (D4)        | 4 - 0    | (A) Zénith Kouïbychev       |
| 30 mai 1937   | Stroïtel Krivoï Rog (A)        | 0 - 3    | (D3) Dinamo Kharkov         |
| 30 mai 1937   | Stalinets Kharkov (A)          | 1 - 5    | (D4) Krylia Sovetov Moscou  |
| 30 mai 1937   | Stalinets Moscou (D2)          | 2 - 0    | (A) Spartak-2 Moscou        |
| 30 mai 1937   | Spartak Kharkov (D3)           | 4 - 0    | (A) DKA Léningrad           |
| 30 mai 1937   | Spartak Kouïbychev (A)         | 1 - 4    | (D2) Torpedo Moscou         |
| 30 mai 1937   | Spartak Kiev (D5)              | forfait  | (D3) Dinamo Dniepropetrovsk |
| 30 mai 1937   | Spartak Ivanovo (D5)           | 1 - 2    | (D3) Dinamo Gorki           |
| 30 mai 1937   | Snaïper Kirov (A)              | 0 - 8    | (A) GOLIFK Léningrad        |
| 30 mai 1937   | Metallourg Magnitogorsk (A)    | 0 - 5    | (D1) Dinamo Léningrad       |
| 30 mai 1937   | Lokomotiv Kharkov (A)          | 1 - 6    | (D1) Lokomotiv Moscou       |
| 30 mai 1937   | Lokomotiv Tbilissi (D3)        | 3 - 1    | (D2) Temp Bakou             |
| 30 mai 1937   | Lokomotiv Serpoukhov (A)       | 1 - 5    | (A) Dynamo-2 Moscou         |
| 30 mai 1937   | Lokomotiv Dniepropetrovsk (D5) | 3 - 2    | (D1) Metallourg Moscou      |
| 30 mai 1937   | Krasnoïé Znamia Noguinsk (A)   | 3 - 0    | (A) Spartak Minsk           |
| 30 mai 1937   | Krasnoïé Znamia Iegorievsk (A) | 0 - 3    | (D1) Dynamo Moscou          |
| 30 mai 1937   | ZiO Léningrad (A)              | 1 - 8    | (D1) Dynamo Kiev            |
| 30 mai 1937   | ZiO Kramatorsk (A)             | 0 - 0 ap | (D3) Selmach Kharkov        |
| 1er juin 1937 | ZiO Kramatorsk (A)             | 1 - 0    | (D3) Selmach Kharkov        |
| 30 mai 1937   | Dinamo Rostov (D2)             | 8 - 1    | (A) Energia Moscou          |
| 30 mai 1937   | Dinamo Omsk (A)                | 1 - 5    | (D2) Dinamo Kazan           |
| 30 mai 1937   | Dinamo Odessa (D2)             | 3 - 1 ap | (A) Zdorovié Kharkov        |
| 30 mai 1937   | Dinamo Krasnoïarsk (A)         | 2 - 3    | (A) Spartak Novossibirsk    |
| 30 mai 1937   | Dinamo Batoumi (A)             | 0 - 1    | (D4) Neftianik Bakou        |
| 30 mai 1937   | Dzerjinets Bejitsa (A)         | 4 - 6 ap | (A) Spartak Dniepropetrovsk |
| 30 mai 1937   | Dzerjinets Vorochilovgrad (A)  | 2 - 1    | (A) Traktor Kharkov         |
| 31 mai 1937   | Spartak Moscou (D1)            | 3 - 2 ap | (D4) Traktor Stalingrad     |
| 31 mai 1937   | Zolotoprofsoïouz Tchita (D5)   | 0 - 1    | (A) Dinamo Novossibirsk     |
| 31 mai 1937   | Spartak Moscou (D1)            | 4 - 1    | (D4) Spartak Erevan         |
| 31 mai 1937   | Dinamo Kirov (D5)              | 2 - 4    | (A) Dinamo Bolchevo         |
| 3 juin 1937   | Lokomotiv Bakou (D5)           | 5 - 2    | (A) Dinamo Stalinabad       |

### Seizièmes de finale
Les rencontres de ce tour sont jouées entre le 5 et le 11 juin 1937.
| Date        | Locaux                      | Score    | Visiteurs                     |
| ----------- | --------------------------- | -------- | ----------------------------- |
| 5 juin 1937 | Krylia Sovetov Moscou (D4)  | 3 - 0    | (A) Dzerjinets Vorochilovgrad |
| 6 juin 1937 | CDKA Moscou (D1)            | 1 - 0    | (A) Dynamo-2 Moscou           |
| 6 juin 1937 | Spartak Kharkov (D3)        | 3 - 2 ap | (A) Lokomotiv Dniepropetrovsk |
| 6 juin 1937 | Spartak Léningrad (D2)      | 0 - 3    | (D3) Dinamo Odessa            |
| 6 juin 1937 | Spartak Kiev (D5)           | 3 - 0    | (A) ZiO Kramatorsk            |
| 6 juin 1937 | Spartak Dniepropetrovsk (A) | 0 - 1    | (D2) Dinamo Rostov            |
| 6 juin 1937 | Dinamo Kharkov (D3)         | 0 - 2    | (D1) Lokomotiv Moscou         |
| 6 juin 1937 | Dinamo Tbilissi (D1)        | 3 - 0    | (D4) Neftianik Bakou          |
| 6 juin 1937 | Dynamo Moscou (D1)          | 5 - 2    | (D4) Torpedo Gorki (ru)       |
| 6 juin 1937 | Dinamo Gorki (D3)           | 0 - 2    | (D1) Dynamo Kiev              |
| 6 juin 1937 | GOLIFK Léningrad (A)        | 2 - 1 ap | (D2) Stalinets Moscou         |
| 7 juin 1937 | Torpedo Moscou (D2)         | 2 - 1    | (A) Dinamo Bolchevo           |
| 7 juin 1937 | Spartak Moscou (D1)         | 1 - 1 ap | (A) Krasnoïé Znamia Noguinsk  |
| 9 juin 1937 | Spartak Moscou (D1)         | 5 - 0    | (A) Krasnoïé Znamia Noguinsk  |
| 7 juin 1937 | Dinamo Léningrad (D1)       | 0 - 1    | (A) Spartak Novossibirsk      |
| 7 juin 1937 | Lokomotiv Tbilissi (D3)     | 3 - 1    | (D5) Lokomotiv Bakou          |
| 7 juin 1937 | Dinamo Kazan (D2)           | 6 - 0    | (A) Dinamo Novossibirsk       |

### Huitièmes de finale
Les rencontres de ce tour sont jouées entre le 11 et le 15 juin 1937.
| Date         | Locaux                | Score    | Visiteurs                  |
| ------------ | --------------------- | -------- | -------------------------- |
| 11 juin 1937 | Dinamo Tbilissi (D1)  | 4 - 0    | (D3) Lokomotiv Tbilissi    |
| 11 juin 1937 | Dynamo Moscou (D1)    | 3 - 2 ap | (A) GOLIFK Léningrad       |
| 12 juin 1937 | Spartak Kharkov (D3)  | 4 - 0    | (D5) Spartak Kiev          |
| 12 juin 1937 | Lokomotiv Moscou (D1) | 2 - 0    | (D2) Dinamo Rostov         |
| 12 juin 1937 | Dinamo Odessa (D3)    | 4 - 0    | (D4) Krylia Sovetov Moscou |
| 12 juin 1937 | Dynamo Kiev (D1)      | 4 - 2 ap | (D2) Torpedo Moscou        |
| 13 juin 1937 | CDKA Moscou (D1)      | 1 - 0 ap | (D1) Spartak Moscou        |
| 15 juin 1937 | Dinamo Kazan (D2)     | 6 - 0    | (A) Spartak Novossibirsk   |

### Quarts de finale
Les rencontres de ce tour sont jouées entre le 17 et le 20 juin 1937.
| Date         | Locaux                | Score | Visiteurs            |
| ------------ | --------------------- | ----- | -------------------- |
| 17 juin 1937 | Lokomotiv Moscou (D1) | 5 - 1 | (D3) Spartak Kharkov |
| 18 juin 1937 | CDKA Moscou (D1)      | 2 - 1 | (D3) Dinamo Odessa   |
| 19 juin 1937 | Dinamo Tbilissi (D1)  | 3 - 1 | (D3) Dynamo Kiev     |
| 20 juin 1937 | Dynamo Moscou (D1)    | 4 - 1 | (D2) Dinamo Kazan    |

### Demi-finales
Les rencontres de ce tour sont jouées le 13 juillet 1937.
| Date            | Locaux             | Score | Visiteurs             |
| --------------- | ------------------ | ----- | --------------------- |
| 13 juillet 1937 | CDKA Moscou (D1)   | 0 - 1 | (D1) Dinamo Tbilissi  |
| 13 juillet 1937 | Dynamo Moscou (D1) | 4 - 1 | (D1) Lokomotiv Moscou |

### Finale
| ·                     |                         |     |
| Titulaires :          |                         |     |
|                       |                         |     |
|                       | Ievgueni Fokine (en)    |     |
|                       | Viktor Teterine (ru)    |     |
|                       | Arkadi Tchernychiov     |     |
|                       | Alekseï Lapchine (ru)   |     |
|                       | Gavriil Kachalin        |     |
|                       | Aleksandr Riomine (ru)  |     |
|                       | Mikhaïl Semitchastny    |     |
|                       | Mikhail Yakushin        |     |
|                       | Vassili Smirnov         |     |
|                       | Ievgueni Ieliseïev      | 85e |
|                       | Sergueï Iline (ru)      |     |
|                       |                         |     |
| Remplaçants :         |                         |     |
|                       | Alekseï Ponomariov (ru) | 85e |
|                       |                         |     |
| Entraîneur :          |                         |     |
| Viktor Doubinine (en) |                         |     |

| ·                    |                              |
| Titulaires :         |                              |
|                      |                              |
|                      | Aleksandr Dorokhov (ru)      |
|                      | Chota Chavgunlidze (ru)      |
|                      | Gueorgui Tchoumbouridze (ru) |
|                      | Grigori Gagoua (ru)          |
|                      | Mikhaïl Minaïev (ru)         |
|                      | Vladimir Djorbenadze         |
|                      | Tenguiz Gavacheli            |
|                      | Mikhaïl Berdzenichvili (ru)  |
|                      | Boris Paichadze              |
|                      | Vladimir Berdzenichvili      |
|                      | Mikhaïl Aslamazov            |
|                      |                              |
| Entraîneur :         |                              |
| Alekseï Sokolov (ru) |                              |

| ·                     |                         |     |
| Titulaires :          |                         |     |
|                       |                         |     |
|                       | Ievgueni Fokine (en)    |     |
|                       | Viktor Teterine (ru)    |     |
|                       | Arkadi Tchernychiov     |     |
|                       | Alekseï Lapchine (ru)   |     |
|                       | Gavriil Kachalin        |     |
|                       | Aleksandr Riomine (ru)  |     |
|                       | Mikhaïl Semitchastny    |     |
|                       | Mikhail Yakushin        |     |
|                       | Vassili Smirnov         |     |
|                       | Ievgueni Ieliseïev      | 85e |
|                       | Sergueï Iline (ru)      |     |
|                       |                         |     |
| Remplaçants :         |                         |     |
|                       | Alekseï Ponomariov (ru) | 85e |
|                       |                         |     |
| Entraîneur :          |                         |     |
| Viktor Doubinine (en) |                         |     |

| ·                    |                              |
| Titulaires :         |                              |
|                      |                              |
|                      | Aleksandr Dorokhov (ru)      |
|                      | Chota Chavgunlidze (ru)      |
|                      | Gueorgui Tchoumbouridze (ru) |
|                      | Grigori Gagoua (ru)          |
|                      | Mikhaïl Minaïev (ru)         |
|                      | Vladimir Djorbenadze         |
|                      | Tenguiz Gavacheli            |
|                      | Mikhaïl Berdzenichvili (ru)  |
|                      | Boris Paichadze              |
|                      | Vladimir Berdzenichvili      |
|                      | Mikhaïl Aslamazov            |
|                      |                              |
| Entraîneur :         |                              |
| Alekseï Sokolov (ru) |                              |